# Заельцовский район
Заельцо́вский райо́н — один из десяти районов Новосибирска. Расположен в северо-западной части города. Единственный район, названный по топониму (река Ельцовка) и сохранивший своё название до нынешнего времени — другие такие районы (Закаменский, Заобский, Инской) впоследствии были переименованы.

## География

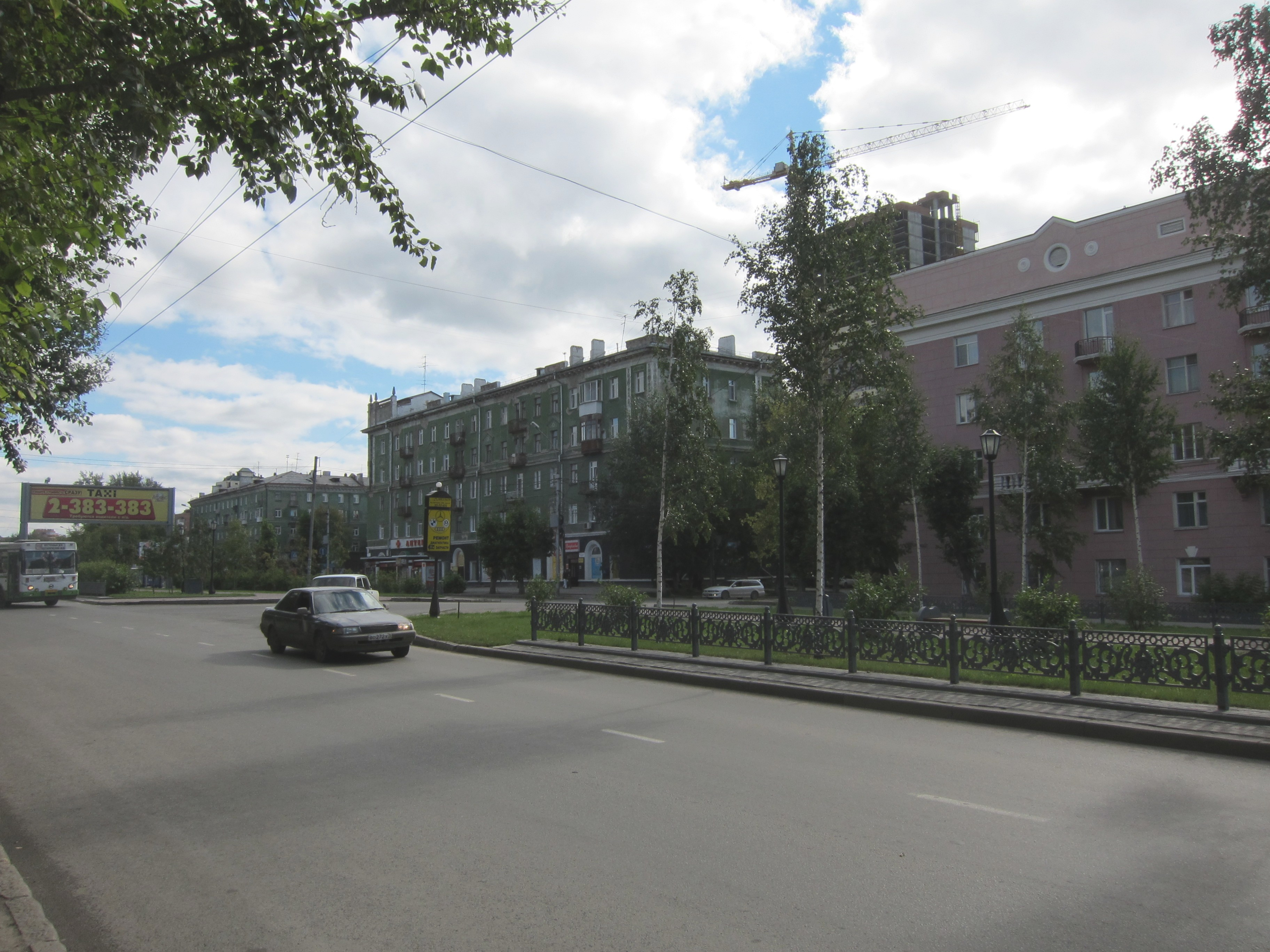
Красный проспект в Заельцовском районе

Территория — 83.0 км². Включает лесной массив площадью 1200 га, три реки и два острова.
По территории района проходит более 190 улиц и переулков, общей протяжённостью 162 километра.
Основные улицы: Дуси Ковальчук, Красный проспект, Кропоткина, Жуковского.

## История
Территория в границах будущего Заельцовского района начала застраиваться в начале XX века. Первые улицы одноэтажных домов появились вблизи строившихся зданий военно-сухарного завода, мясохолодильника и кожевенных производств.
Район образован 25 марта 1940 года.
В начале Великой Отечественной войны в район эвакуировали ряд промышленных предприятий, которые внесли существенный вклад в оборону страны.
С 1 февраля 2013 года Заельцовский район является частью Центрального округа.

## Население
| 1989     | 2002     | 2009     | 2010     | 2012     | 2013     | 2014     |
| -------- | -------- | -------- | -------- | -------- | -------- | -------- |
| 152 576  | ↘137 579 | ↘128 965 | ↗139 062 | ↗141 317 | ↗142 561 | ↗145 032 |
| 2015     | 2016     | 2017     | 2018     | 2021     |          |          |
| ↗146 641 | ↗147 464 | ↗148 501 | ↗149 100 | ↘148 873 |          |          |

Население района 9.09 % процентов общего населения города. Общая площадь жилищного фонда — 2330.1 тыс. м².

## Экономика
В районе зарегистрировано 5029 предприятий различных форм собственности, в том числе 20 крупных и средних промышленных предприятий (самые крупные — Новосибирский приборостроительный завод, Новосибирский завод полупроводниковых приборов, завод «Сибирское стекло», завод «Катод», холдинговая компания «НЭВЗ-Союз», ЗАО «КОРС», Сибирская Продовольственная Компания и другие).

## Образование
В районе два государственных высших учебных заведения — Сибирский университет путей сообщения, Институт социальной реабилитации НГТУ — и 2 негосударственных: Сибирский институт финансов и банковского дела, Сибирский независимый институт; а также Новосибирская специальная средняя школа милиции МВД России, медицинский и педагогический колледжи, колледж электроники, Новосибирский авиационный технический колледж им. Б. С. Галущака, фармацевтическое областное училище, 3 профессиональных училища.
Система образования района включает 22 средних школы (Лицей № 200 признан лучшей школой 2006 года по результатам городского конкурса); Сибирский кадетский корпус, негосударственные образовательные учреждения: «Аврора»; 23 детских сада.

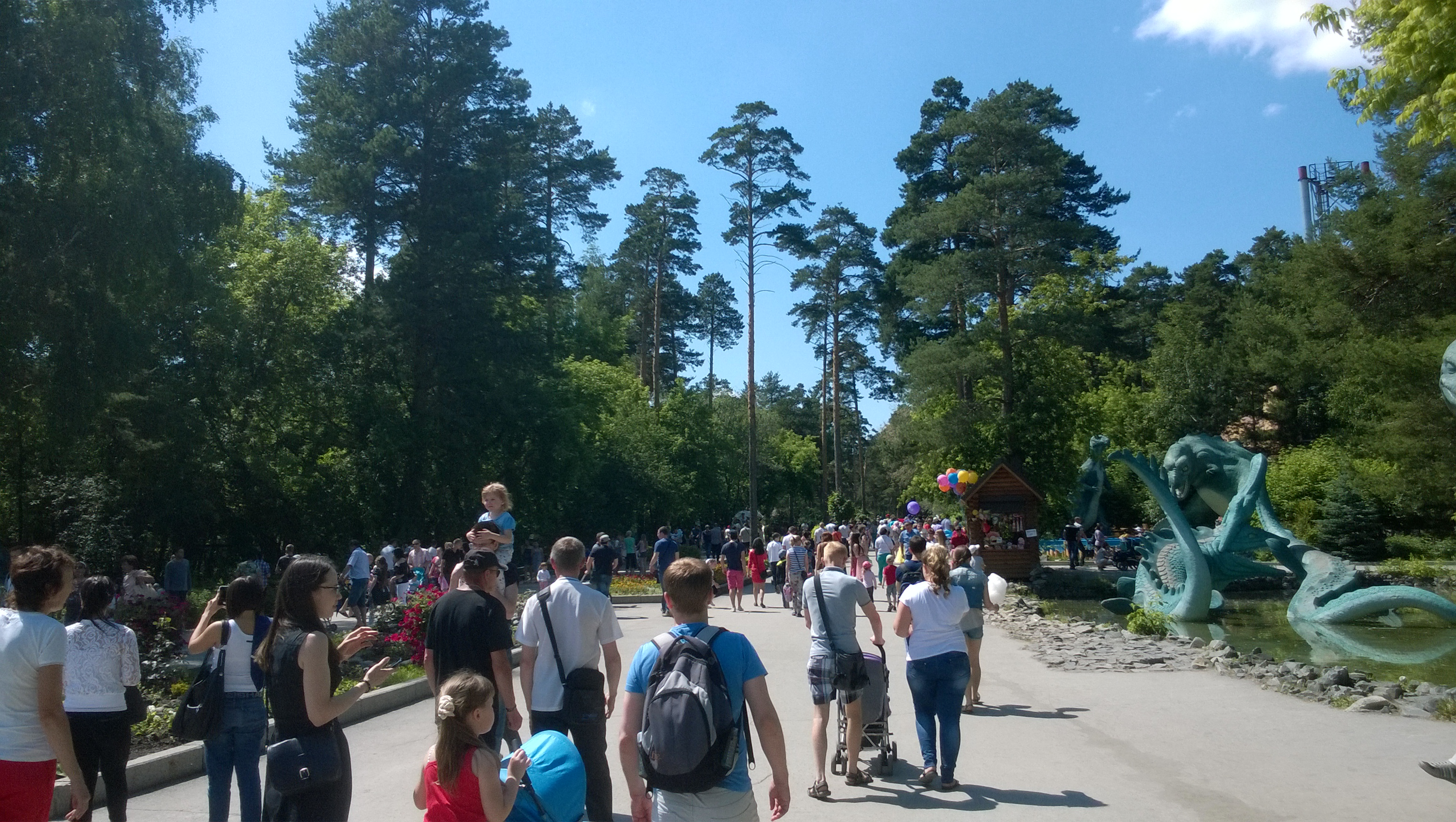
Новосибирский зоопарк

На ул. Дуси Ковальчук расположился Автогородок, где дети получают практические навыки по ПДД. На ул. Юннатов работает Автомотоцентр, построен единственный в городе картодром. В районе 13 учреждений культуры, 8 муниципальных подростковых клубов. Детско-юношеская спортивная школа Заельцовского района воспитывает членов Сборной команды России, призёров России. При СибГУПСе работает плавательный бассейн. На территории района расположены 8 муниципальных лечебных учреждений, в том числе Городская клиническая больница № 1 — крупнейший больничный комплекс. В санаторной зоне Заельцовского района действуют детский лёгочный санаторий, санаторий «Заельцовский бор», санаторий «Обские зори», профилактории и дачи предприятий и организаций.

## Медицинские учреждения
- Новосибирский научно-исследовательский институт туберкулёза — медицинское учреждение, созданное в 1943 году[13].
- Новосибирская психиатрическая больница специализированного типа с интенсивным наблюдением — психиатрическая больница, открытая в 2015 году для лечения психически больных лиц, совершивших уголовные преступления[14].

## Рекреационные ресурсы
Здесь находится Парк культуры и отдыха «Заельцовский бор». Ботаническое лесничество (Ботанический сад) охраняется как ландшафтный объект природы. Новосибирский зоопарк содержит 535 видов животных (более 10 тысяч особей), из них около 200 редких и исчезающих видов. Парк культуры и отдыха связывает с зоопарком Детская железная дорога, предназначенная для катания детей и учёбы будущих железнодорожников. Имеется Мемориал Советским воинам, умершим в эвакогоспиталях города во время Великой Отечественной войны.

## Транспорт
На территории района расположены две станции метрополитена: «Заельцовская» и «Гагаринская».
В районе располагался аэропорт «Новосибирск—Северный»; в феврале 2011 года он закрыт, его территория будет застроена жилыми домами и офисными зданиями..
В Заельцовском районе планировалось построить четвёртый мост через Обь. Проектирование должно было начаться в 2012—2013 гг., но впоследствии руководство города и области склонилось к варианту сооружения четвёртого моста близ первого железнодорожного моста через Обь.